# David Copperfield (roman)
 For alternative betydninger, se David Copperfield. (Se også artikler, som begynder med David Copperfield)
David Copperfield er en roman fra 1850 af Charles Dickens. Den bliver ofte betragtet som en slags selvbiografi med mange ligheder med Dickens' eget liv.

## Handling
Den handler om David Copperfields liv fra barndom til modenhed. David bliver født i England omkring 1810. Hans far dør, før David bliver født, og syv år senere gifter Davids mor sig med Murdstone. David kan hverken lide sin stedfar eller hans søster, Jane, som flytter ind hos dem. Murdstone prygler David, fordi han har problemer med skolen. Under pryglene bider David ham i hånden og bliver sendt til kostskolen Salem med den ubarmhjertige rektor Creakle. Her bliver han ven med James Steerforth og Tommy Traddles.

## Kapitelfortegnelse
Bogen udkom over en længere periode, og hver måned er delt op i kapitler.
- I – Maj 1849 (Kapitel 1-3);
- II – Juni 1849 (Kapitel 4-6);
- III – Juli 1849 (Kapitel 7-9);
- IV – August 1849 (Kapitel 10-12);
- V – September 1849 (Kapitel 13-15);
- VI – Oktober 1849 (Kapitel 16-18);
- VII – November 1849 (Kapitel 19-21);
- VIII – December 1849 (Kapitel 22-24);
- IX – Januar 1850 (Kapitel 25-27);
- X – Februar 1850 (Kapitel 28-31);
- XI – Marts 1850 (Kapitel 32-34);
- XII – April 1850 (Kapitel 35-37);
- XIII – Maj 1850 (Kapitel 38-40);
- XIV – Juni 1850 (Kapitel 41-43);
- XV – Juli 1850 (Kapitel 44-46);
- XVI – August 1850 (Kapitel 47-50);
- XVII – September 1850 (Kapitel 51-53);
- XVIII – Oktober 1850 (Kapitel 54-57);
- XIX-XX – November 1850 (Kapitel 58-64).